# Eulocastra nigrata
Eulocastra nigrata är en fjärilsart som beskrevs av Emilio Berio 1959. Eulocastra nigrata ingår i släktet Eulocastra och familjen nattflyn. Inga underarter finns listade i Catalogue of Life.